# Shen Rong
Shen Rong (xinès: 谌容)  (Sichuan, 1936 - 4 de febrer de 2024), també coneguda com a Chen Rong, va ser una escriptora i periodista xinesa.
A causa de la Segona Guerra sinojaponesa i la Guerra Civil xinesa la seva família hagué de traslladar-se sovint i finalment s'instal·là a Chongqing. Va treballar com a ajudant en una editorial i va estudiar rus a Pequín. Posteriorment va treballar com a traductora en una emissora de ràdio. El 1973, va anar a viure amb una família de camperols a Shanxi.
Va començar a publicar durant els anys 70. Es dedicà inicialment a la dramatúrgia, però posteriorment passà a la narració on assolí popularitat amb obres com Joventut perpètua (1975), Llum i foscor (1976), A l'edat mitjana (1977), Primavera eterna i Neu blanca.